# Нетилат ядаим

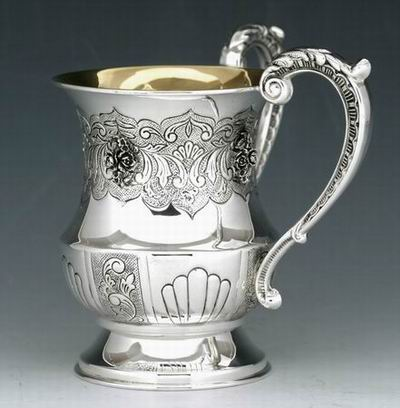
Серебряный ковш для ритуального иудейского омовения рук нетилат ядаим, которое совершают перед молитвой, с обязательной парой ручек для того, чтобы уже омытой («чистой») рукой не взять ручку, которую держала ещё неомытая («нечистая») рука, одна ручка кувшина — для «нечистых» рук, другая — для «чистых»

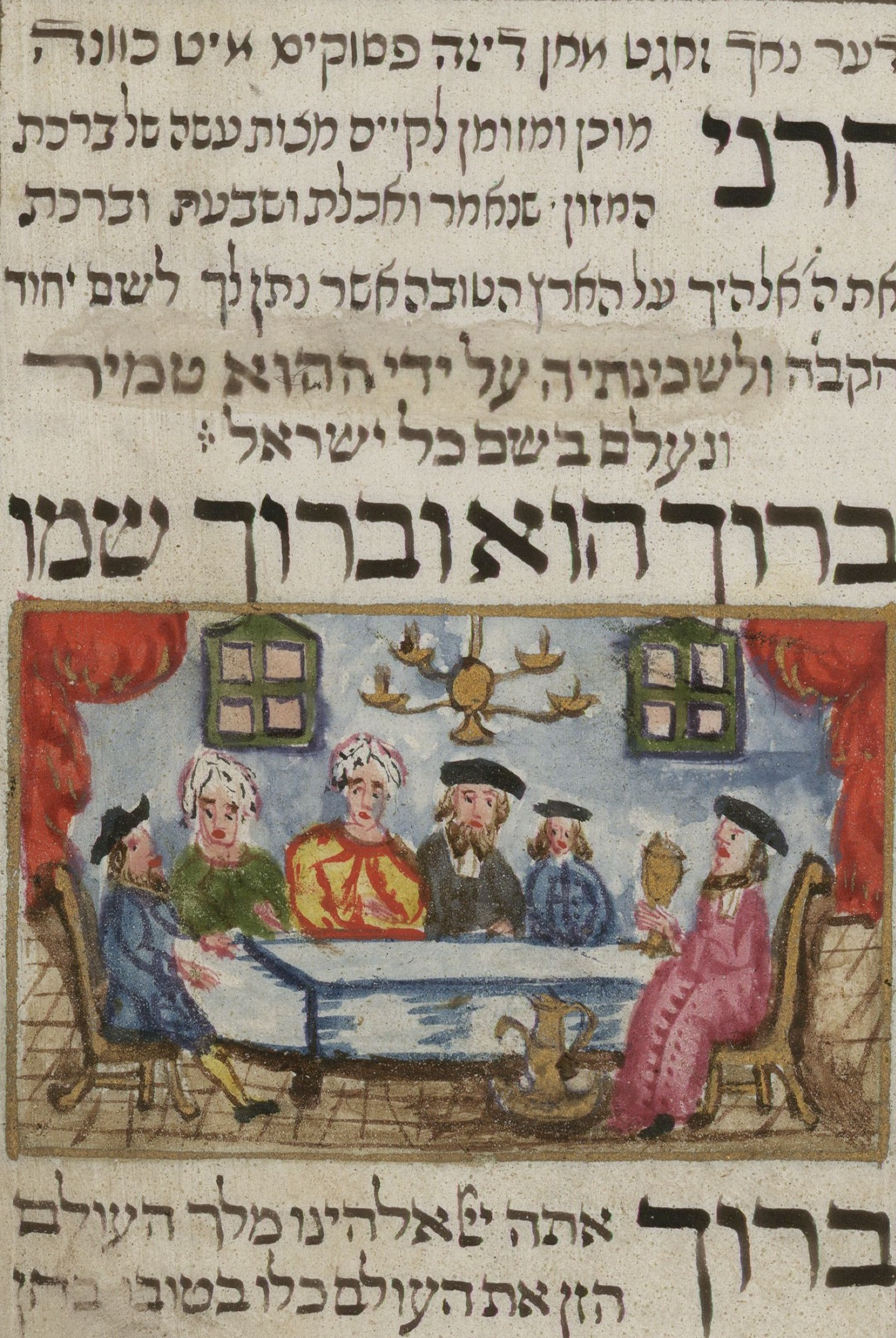
благословения «Биркат ха-мазон» после вкушения хлебной лепёшки и пира, сидур, Фюрт, 1738. На иллюстрации сидура — хозяин дома во главе стола с кубком вина в поднятой руке при произнесении благословений «Биркат ха-мазон», справа от него — мальчик и 2 еврея (зимун) с жёнами. Под столом — сосуд для совершения нетилат ядаим до пира и после благословений «Биркат ха-мазон»

Нетилат ядаим (от мишн. ивр. נטילת ידים‎ — «поднимание рук») в талмудическом иудаизме — ритуальное омовение рук. Целью всякого омовения являются очищение от нечистоты и приготовление ко святому. В Торе описаны три вида омовения: а) омовение рук, б) омовение рук и ног, в) полное омовение тела в микве. Омовение рук осуществляют либо погружением рук в микву, либо обливанием рук водой из сосуда.
Ритуальное омовение рук и ног является одной из 613 заповедей Торы, которая предназначена лишь для кохенов при храмовом богослужении жертвоприношениями:

И говорил Господь Моше так: И сделай сосуд из меди, и его основание из меди, для омовения; и поставь его между шатром собрания и жертвенником, и влей в него воды. И омывать будут Аарон и его сыны из него руки свои и ноги свои. При входе своём в шатёр собрания будут они омывать (их) водою, и не умрут, либо приступая к жертвеннику, чтобы служить, воскурить огнепалимую жертву Господу. И будут они омывать руки свои и ноги свои, и не умрут; и это будет им законом вечным, ему и его потомкам для их поколений.
— Пятикнижие Моисеево, Исход, глава 30, стихи 17—21
Мыть руки всем евреям — небиблейское указание раввинов, в соответствии с фарисейскими представлениями о ритуальной чистоте.

## Этимология
Фразу נטילת ידים‎ (нетилат ядаим) трактуют по-разному:
- От греч. αντλίον (антлион — «черпало воды»), которое в вавилонском Талмуде (Хулин 107 а) записано נטלא (натла[8])
- От способа омовения рук, при котором воду поливают поверх поднятых вверх рук так, чтобы вода стекла с локтей (Вавилонский Талмуд, Сота 4 б[9])
- От иуд.-арам. слова טולו — перевод еврейского слова שאו‬ («воздви́гните»[10]) Пс. 133:2[11]

## В источниках
Тора
Омывать руки и ноги — заповедь, предписанная исключительно для кохенов (Исх. 30:19). Раши, ссылаясь на Талмуд, комментировал, каким образом священники выполняли заповедь: «Как освящал руки и ноги? Клал кисть правой руки на правую ступню ноги, а левую кисть руки на левую ступню ноги и освящал».
Также в Торе описан обычай омывать руки и молиться в качестве символа невиновности в грехе:

Если в земле, которую Господь, Бог твой, дает тебе во владение, найден будет убитый, лежащий на поле, и неизвестно, кто убил его… и все старейшины города того, ближайшие к убитому, пусть омоют руки свои над [головою] телицы, зарезанной в долине, и объявят и скажут: руки наши не пролили крови сей, и глаза наши не видели; очисти народ Твой, Израиля, который Ты, Господи, освободил [из земли Египетской], и не вмени народу Твоему, Израилю, невинной крови. И они очистятся от крови. Так должен ты смывать у себя кровь невинного, если хочешь делать [доброе и] справедливое пред очами Господа [Бога твоего].
— Пятикнижие Моисеево, Второзаконие, глава 21, стихи 1—9
Талмуд
Омывать руки всем евреям раввины вывели из библейского стиха (Лев. 15:11; Пс. 25:6). Следует омывать руки с установленным благословением перед съеданием пищи с хлебом (маим ришоним) и после (маим ахроним). Омовение после еды вызвано очищением от едкой соли, съедаемой за едой, а не от ритуального загрязнения, и является римским застольным обычаем.
Перед молитвой омывают руки. Также после прикосновения к нечистому объекту омывают руки.
Раввинами установлено благословение омовения рук:

Благословен Ты Господи, Бог [Он] наш, Царь [Он] Вечный, Который освятил Он нас заповедями Своими и повелел Он нам о поднимании рук
Оригинальный текст (иврит)ברוך אתה יהוה אלהינו מלך העולם אשר קדשנו במצותיו וצונו על נטילת ידים

Поскольку благословлять евреев — привилегия кохенов, сегодня перед произнесением Биркат коханим левиты омывают руки кохенов в память храмового богослужения. Так, гербом кохенов являются руки в благословении, а левитов — серебряный сосуд для омовения кохенов.
Евангелие
В синоптических Евангелиях упомянут обычай иудеев тщательно омывать руки перед едой (Мк. 7:3; Мф. 15:2; Лк. 11:38). Также описан еврейский народный обычай омывать руки как символ невиновности в убийстве «Пилат, видя, что ничто не помогает, но смятение увеличивается, взял воды и умыл руки перед народом, и сказал: невиновен я в крови Праведника Сего; смотрите вы» (Мф. 27:24) (см. также Втор. 21:1—9).
Апокриф
Апокрифическое христианское произведение Дидахе, предназначенное для изучения желающему креститься, содержит пошаговое описание Крещения, схожее с иудейским гиюром. Для этого необходимо: вначале изучить основы учения, 1-дневный пост перед Крещением самого крещаемого, а также крестящего и даже всей общины, окунание в ледяной воде родника — «живой» воде (если нет родника, крестят в реке, если нет холодной воды, то крестят в стоячей воде пруда, а если нет возможности окунуться ни в родник, ни в пруд, то трижды возливают воду из ковша на голову крещаемого).

## Порядок
Маймонид
Маймонид описывал омовение рук следующим образом — произнести благословение, омыть руки лишь 1 раз, потереть, поднять руки на уровень головы так, чтобы вода стекала до локтей, вытереть руки. Только если еврей желает участвовать в обряде трума, он обязан омыть руки 2 раза. Повторным омовением он смывает с рук воду первоначального омовения.
Руки омывают перед едой и после еды. Чтобы омыть руки перед едой, необходимо поднять руки и омывать вниз, начиная от кончиков пальцев так, чтобы вода стекла к локтям и не вернулась к пальцам снова. Когда омывают руки после еды, необходимо держать руки пальцами вниз, чтобы соль с пальцев смывалась. Сразу после омовения необходимо вытереть руки.
Йеменские евреи
Порядка Маймонида придерживаются йеменские евреи.
Ашкеназы
После сна ашкеназы омывают руки как каббалисты. Перед едой омывают сначала правую руку 2 раза, потом левую. Пока руки мокры, произносят благословение и вытирают их.
Каббалисты
Проснувшись, берут сосуд с водой правой рукой, перекладывают в левую руку и обливают правую руку, после правой рукой держат сосуд и обливают левую руку. Всего обливают так руки 3 раза.
Перед едой обливают правую руку 3 раза, а после — левую руку 3 раза.
Также каббалисты ввели в обычай омывать руки в дополнительных случаях: после пробуждения ото сна, выйдя из туалета, бани, кладбища, после стрижки ногтей, волос и бритья, дотронувшись до обуви, после интима, расчесав волосы головы.
Реформисты
В реформистском иудаизме не омывают рук.